# 3808-as busz
A 3808-as jelzésű autóbuszvonal egy Encs és Tokaj között közlekedő helyközi járat, amelyet a Volánbusz Zrt. üzemeltet tanítási napokon, Abaújszántó, Tállya és Tarcal érintésével.

## Útvonala
Encs autóbusz állomásáról indul. Gibárt felé hagyja el a várost a 39-es főúton, majd Abaújkéren jobbra kanyarodik Abaújszántó irányába. Miközben mellette fut a 98-as vasútvonal Abaújszántó–Hidasnémeti része (mára megszűnt), addigra el is éri a járat a mezőgazdasági várost. Golop községbe kitér, majd Tállya következik. A településen belül Mád felé folytatja útját, a 37-es és 39-es utak körforgalmi csomópontjában a busz Sárospatak felé fordul. Nem sokat marad a szakaszon, a tokaji elágazásban máris az aszujáról, borvidékéről híres várost közelíti meg. Előtte Tarcal található, majd a Bodrog torkollatától nemmessze végállomásozik.
Menetszáma egy pár tanítási napokon, ellentétes irányban útvonala változatlan.

## Közlekedése
| Indulási helyszín | Érkezési helyszín           | Indításszáma | Közlekedése      |
| ----------------- | --------------------------- | ------------ | ---------------- |
| Encs, aut. áll.   | Tokaj, idősek otthona ford. | 1 pár        | tanítási napokon |

## Megállóhelyei
| 0                                          | Encs, autóbusz-állomás végállomás                      | 0.0 km  | 3720, 3722, 3723, 3728, 3801, 3802, 3803, 3804, 3806, 3809, 3810, 3811, 3812, 3815, 3816, 3819, 3821, 3824 Forró-Encs [90.] |
| Csak az ellentétes irányból érkező érinti. |                                                        |         | |
| ∫                                          | Encs, iskola                                           | ∫       | 3720, 3722, 3723, 3728, 3802, 3803, 3804, 3806, 3809, 3810, 3811, 3812, 3815, 3816, 3819, 3821, 3824, 3868                  |
| 1                                          | Encs, Rákóczi utca                                     | 1.0 km  | 3723, 3804, 3806, 3809, 3810, 3824, 3868                                                                                    |
| 2                                          | Gibárt, Kossuth utca 17.                               | 3.8 km  | 3723, 3804, 3806, 3809, 3810, 3824, 3868                                                                                    |
| 3                                          | Gibárt, Dózsa György utca 10.                          | 4.5 km  | 3723, 3804, 3806, 3809, 3810, 3824, 3868                                                                                    |
| 4                                          | Abaújkér, vasúti megállóhely                           | 7.7 km  | 3723, 3804, 3806, 3809, 3810, 3824, 3868 Abaújkér [98.]                                                                     |
| 5                                          | Abaújkér, Kassai utca 18.                              | 8.7 km  | 3723, 3806, 3809, 3810, 3824, 3868                                                                                          |
| 6                                          | Abaújszántó, mezőgazdasági szakközépiskola             | 10.5 km | 3723, 3806, 3809, 3810, 3824, 3868 Abaújszántó [98.]                                                                        |
| 7                                          | Abaújszántó, piactér                                   | 11.8 km | 3723, 3729, 3806, 3809, 3810, 3824, 3851, 3868                                                                              |
| 8                                          | Abaújszántó, művelődési ház                            | 12.5 km | 3723, 3729, 3806, 3810, 3851, 3868                                                                                          |
| 9                                          | Golop, vasúti megállóhely bejárati út                  | 16.6 km | 3729, 3806, 3851 Golop [98.]                                                                                                |
| 10                                         | Golop, autóbusz-forduló                                | 18.1 km | 3729, 3806, 3851, 3860 |
| 11                                         | Golop, vasúti megállóhely bejárati út                  | 19.6 km | 3729, 3806, 3851 Golop [98.]                                                                                                |
| 12                                         | Tállya, kőbánya                                        | 20.7 km | 3729, 3806, 3851, 3895 |
| 13                                         | Tállya, Rákóczi utca 64.                               | 21.5 km | 3729, 3806, 3851, 3895 |
| 14                                         | Tállya, községháza                                     | 22.0 km | 3729, 3806, 3851, 3895 |
| 15                                         | Mád, Kossuth utca 72-74.                               | 27.6 km | 3807, 3852, 3895 |
| 16                                         | Mád, Rákóczi utca                                      | 28.3 km | 3807, 3852, 3895 |
| 17                                         | Mád, Zempléni utca 14-16.                              | 28.9 km | 3807, 3852, 3895 |
| 18                                         | Tarcal, autóbusz-váróterem (művelődési ház)            | 37.3 km | 3807, 3895 |
| 19                                         | Tokaj, mezőgazdasági szakmunkás iskola                 | 44.2 km | 3807, 3892, 3895 |
| 20                                         | Tokaj, tiszaladányi elágazás                           | 44.8 km | 3807, 3853, 3892, 3895 |
| 21                                         | Tokaj, gimnázium                                       | 45.6 km | 3807, 3853, 3874, 3885, 3892, 3895, 3896, 4243, 4245                                                                        |
| 22                                         | Tokaj, Mosolygó utca 1. (↓) Tokaj, Serház utca 38. (↑) | 46.5 km | 1449 3807, 3853, 3874, 3881, 3885, 3892, 3895, 3896, 4243                                                                   |
| 23                                         | Tokaj, kereskedelmi szakmunkás középiskola             | 48.3 km | 1449 3807, 3853, 3874, 3881, 3885, 3892, 3895, 3896, 4243                                                                   |
| 24                                         | Tokaj, egészségügyi központ                            | 48.9 km | 1449 3807, 3853, 3874, 3881, 3885, 3892, 3895, 3896, 4243                                                                   |
| 25                                         | Tokaj, idősek otthona (forduló) végállomás             | 49.2 km | 3807, 3853, 3892, 3895, 3896, 4243                                                                                          |